# Festival de Cine de Lima
 (1er janvier 2018).
Le Festival de Cine de Lima (ou Elcine) est un festival de cinéma basé à Lima au Pérou. Il est hébergé par l'Université pontificale catholique du Pérou.
Il a été créé en 1997.

## Palmarès

### 2015
- Meilleur film péruvien : Rosa Chumbe de Jonatan Relayze
- Trophée Spondylus :  L'Étreinte du serpent de Ciro Guerra
- Meilleur acteur : Kristyan Ferrer dans 600 Miles de Gabriel Ripstein

### 2016
- Prix spécial du jury : Aquarius de Kleber Mendonça Filho
- Meilleure actrice : Sônia Braga dans Aquarius

### 2017
- Meilleur film péruvien : Retablo de Alvaro Delgado Aparicio